# الوطنية (الوطية)
الوطنية هو دُوَّار يقع بجماعة ابن خليل، إقليم طانطان، جهة كلميم واد نون في المملكة المغربية. ينتمي الدوّار لمشيخة الوطية التي تضم دوار واحد. يقدر عدد سكانه بـ 101 نسمة حسب الإحصاء الرسمي للسكان والسكنى لسنة 2004.

## روابط خارجية
- البوابة الوطنية للجماعات الترابية
- المندوبية السامية للتخطيط